# Andrei Alexandrowitsch Iwanow
Andrei Alexandrowitsch Iwanow (russisch Андрей Александрович Иванов; * 10. März 1981 in Leningrad, Russische SFSR) ist ein russischer Eishockeyspieler, der zuletzt beim HK Välk 494 Tartu aus der estnischen Eishockey-Liga unter Vertrag stand.

## Karriere
Andrei Iwanow begann seine Karriere als Eishockeyspieler in seiner Heimatstadt in der Nachwuchsabteilung des SKA Sankt Petersburg, für dessen zweite Mannschaft er zunächst von 1998 bis 2000 in der drittklassigen Perwaja Liga aktiv war. Anschließend spielte der Angreifer drei Jahre lang für die Profimannschaft des SKA in der Superliga, sowie parallel für dessen Farmteam HK Spartak Sankt Petersburg in der Wysschaja Liga, der zweiten russischen Spielklasse. Ab 2003 lief er ausschließlich für den HK Spartak in der zweiten Liga auf. Auch die Saison 2005/06 begann er bei Spartak, ehe er saisonübergreifend ein Jahr lang für den HK Homel in der belarussischen Extraliga auf dem Eis stand.
Zu Beginn der Saison 2006/07 kehrte Iwanow in seine russische Heimat zurück und wurde von Neftechimik Nischnekamsk unter Vertrag genommen. Mit Neftechimik lief er zunächst in der Superliga und ab der Saison 2008/09 in der neu gegründeten Kontinentalen Hockey-Liga auf. In der Saison 2010/11 war er Mannschaftskapitän bei Neftechimik, ehe er im Mai 2011 vom HK Awangard Omsk verpflichtet wurde und in den folgenden drei Spieljahren über 200 KHL-Partien für Omsk absolvierte. Dabei gewann er 2014 mit dem Klub den Nadeschda-Pokal. Im November 2014 kehrte er gegen Zahlung einer Entschädigung zu Neftechimik zurück.
Von Mai bis Dezember 2015 stand Iwanow beim HK Jugra Chanty-Mansijsk unter Vertrag und agierte dort als Mannschaftskapitän.

## Statistik
(Stand: Ende der Saison 2014/15)